# Cochlostoma dalmatinum
Cochlostoma dalmatinum is een slakkensoort uit de familie van de Megalomastomatidae. De wetenschappelijke naam van de soort is voor het eerst geldig gepubliceerd in 1863 door L. Pfeiffer.